# Château de Troja
Pour la ville italienne, voir Troia.
Le château de Troja (en tchèque : zámek Troja ou trojský zámek) est une résidence d'été de style baroque construite pour les comtes Sternberg dans Troja, la banlieue nord-ouest de Prague. Il se situe sur les rives de la Vltava et jouxte le zoo de Prague. Ses jardins à la française comprennent une orangerie, un labyrinthe, de nombreuses fontaines et statues. Le château, propriété de la ville de Prague, est ouvert au public et présente les collections d'art tchèque du XIXe siècle de la Galerie municipale de Prague.

## Construction
La construction du château date des années 1679-1691. Le château de Troja mélange les influences françaises et italienne. Son aspect actuel lui a été imprimé par l'architecte dijonnais, Jean-Baptiste Mathey, auteur, à Prague, du palais Buquoy, aujourd'hui l'ambassade de France. Avant Mathey, Domenico Orsi a travaillé à sa construction. Mathey s'est inspiré du classicisme des villas romaines et des châteaux français, avec l’articulation en pavillons, créée peu avant par François Mansart au château de Maisons-Laffitte et encore inconnue sur les bords de la Vltava. Les éléments architectoniques de l'édifice sont peints en rouge, tandis que les murs sont badigeonnés de blanc. Silvestro Carlone a dirigé la construction.

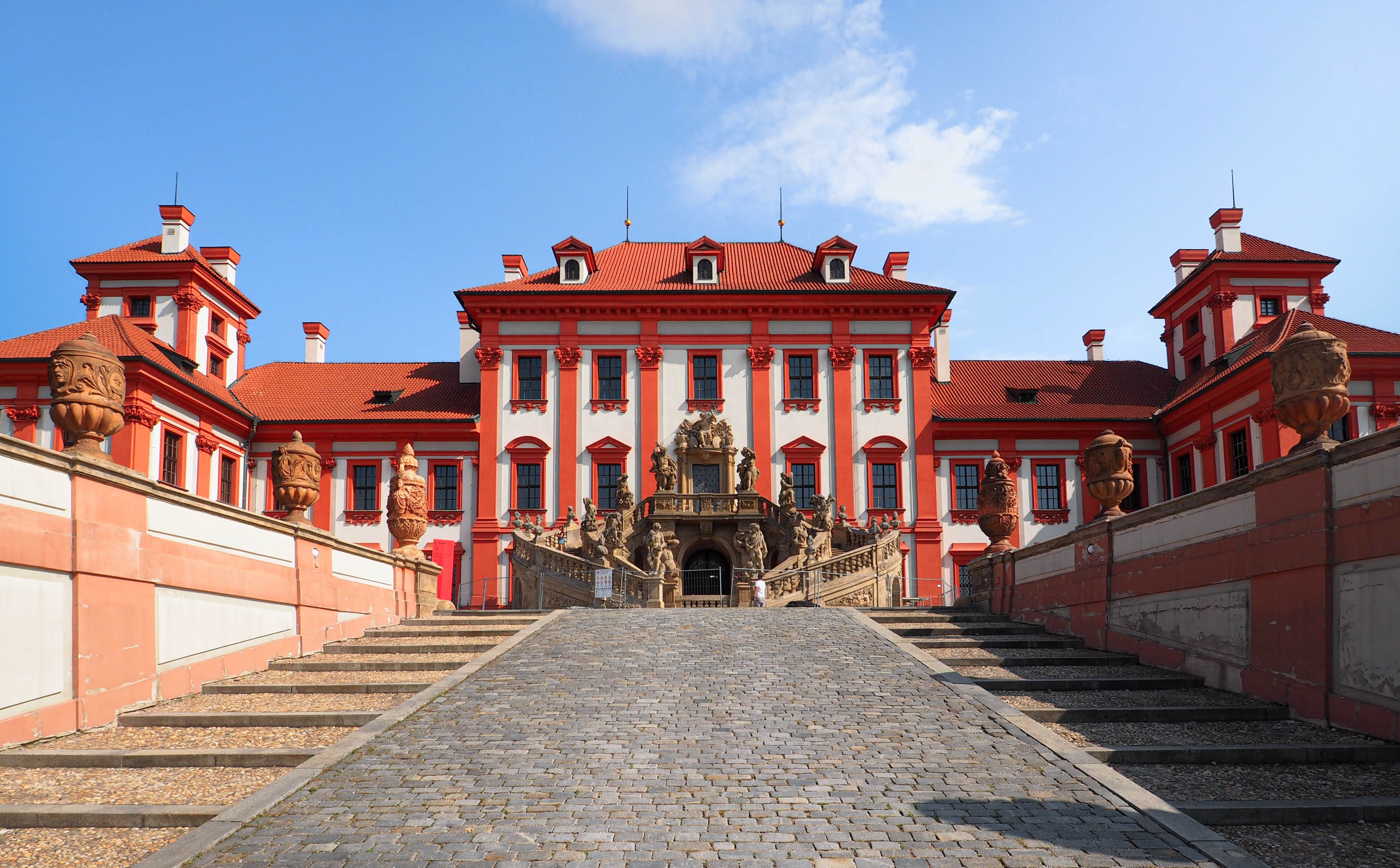
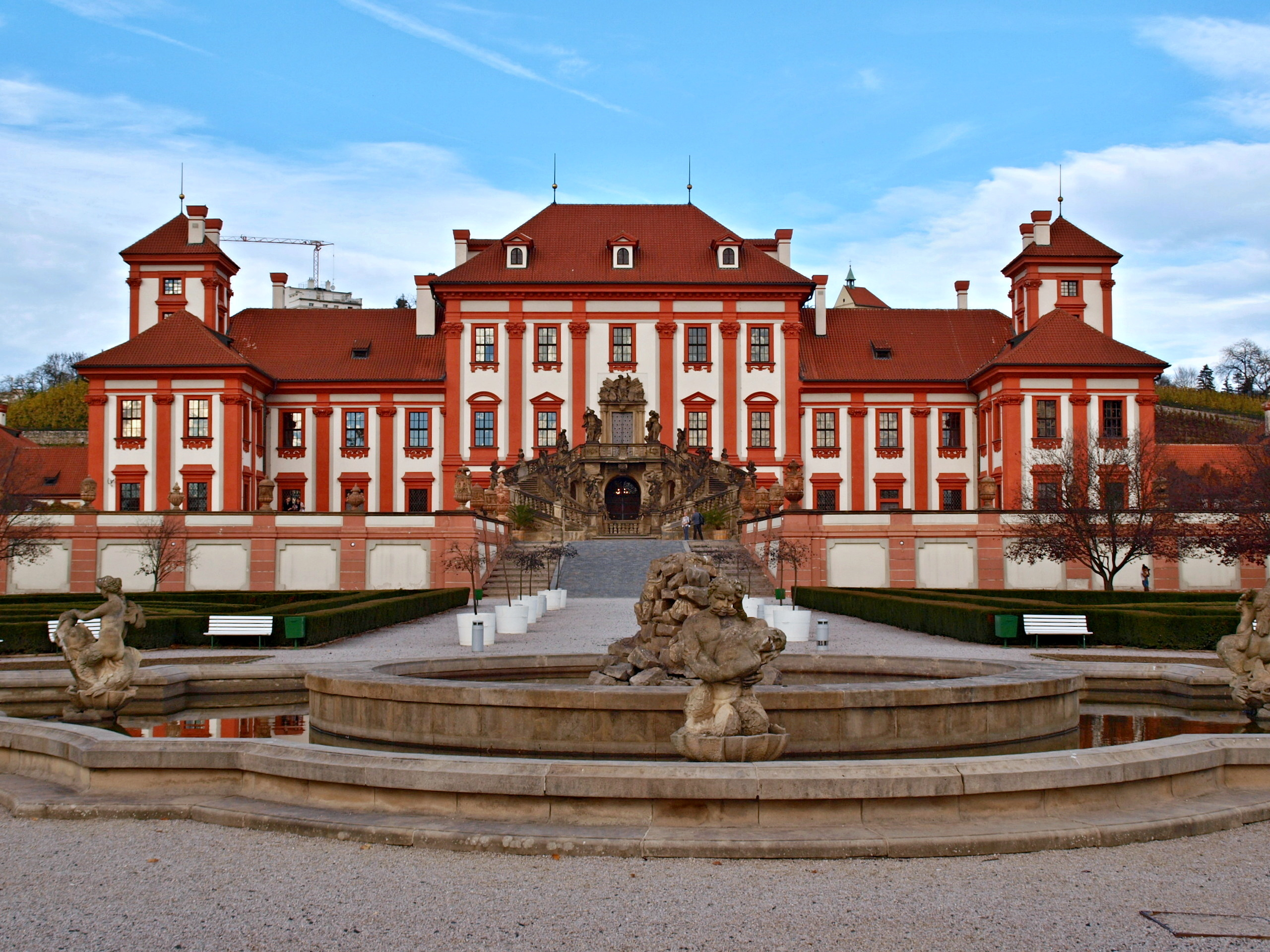
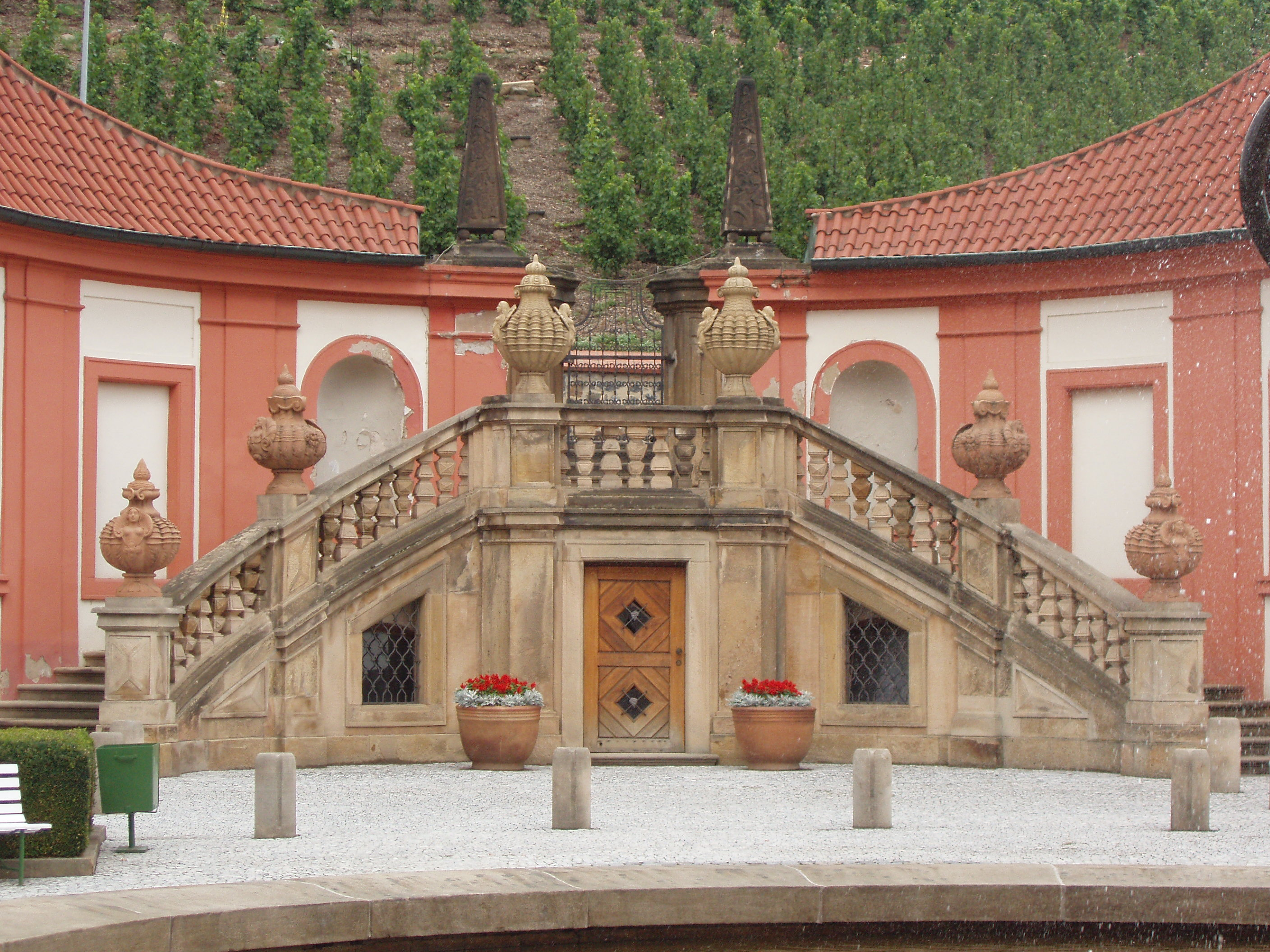

## Décoration intérieure

Fresque du Château de Troja : Les Victoires de Léopold Ier, par Abraham Godyn et son frère Izaac.

L'escalier monumental s'ouvre directement sur la salle impériale, consacrée à « l'apothéose des Habsbourg » et dont la décoration picturale en trompe-l'œil consacre une thématique mythologique bien dans le goût baroque. Les fresques murales ont été réalisées par les frères Abraham et Isaac Godyn, peintres anversois arrivés au château en 1690. Les peintures des autres pièces sont antérieures et de moindre qualité. Elles sont l'œuvre des peintres italiens Francesco Marchetti et son fils Giovanni. Le plafond de la chapelle, dont ils ont également réalisé le décor mural peint à l'huile sur toile dans un goût caravagesque, en 1690, est une apothéose du comte Venceslas Adalbert Sternberg, constructeur du château, et de son épouse.

## Jardins
Les jardins comprennent plusieurs parties. Le jardin en terrasse, de 3,35 hectares, le verger adjacent de 4,32 hectares et son labyrinthe végétal et, surplombant le château, le vignoble de Sainte-Claire de 3,5 hectares. Un escalier à deux volées relie la demeure et les jardins. Il est animé de statues représentant un combat des dieux et des géants, œuvres des sculpteurs dresdois, Johann Georg et Paul Heermann. La terrasse est bordée d'une rare série de vases en terre cuite décorés de festons, de motifs héraldiques et de bustes impériaux. L'auteur de ces petits chefs-d’œuvre est un modeleur dont seul le patronyme, Bombelli, nous est parvenu ainsi que le fait qu'il a également été actif au château de Slavkov-Austerlitz près de Brno.

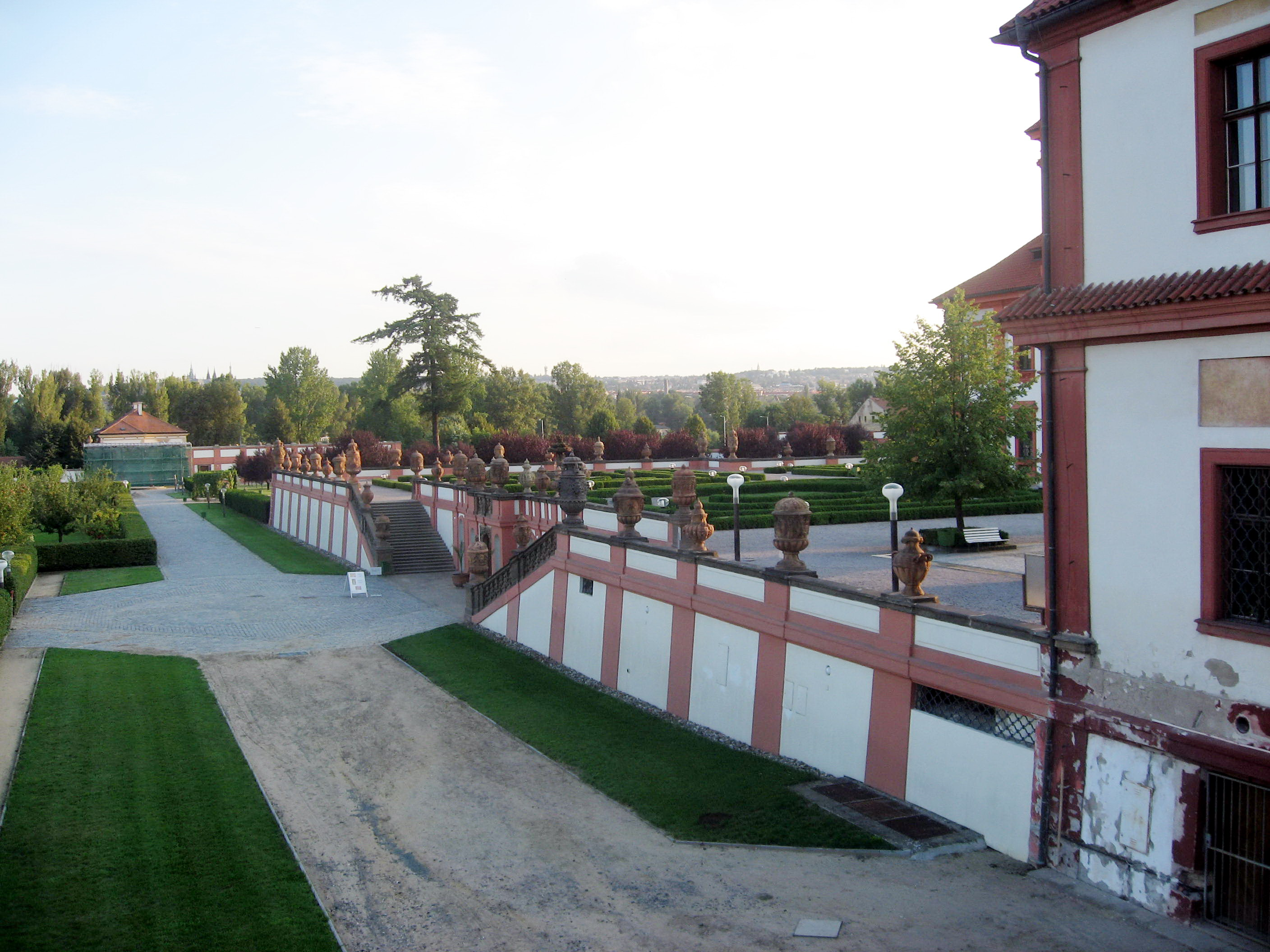
La terrasse
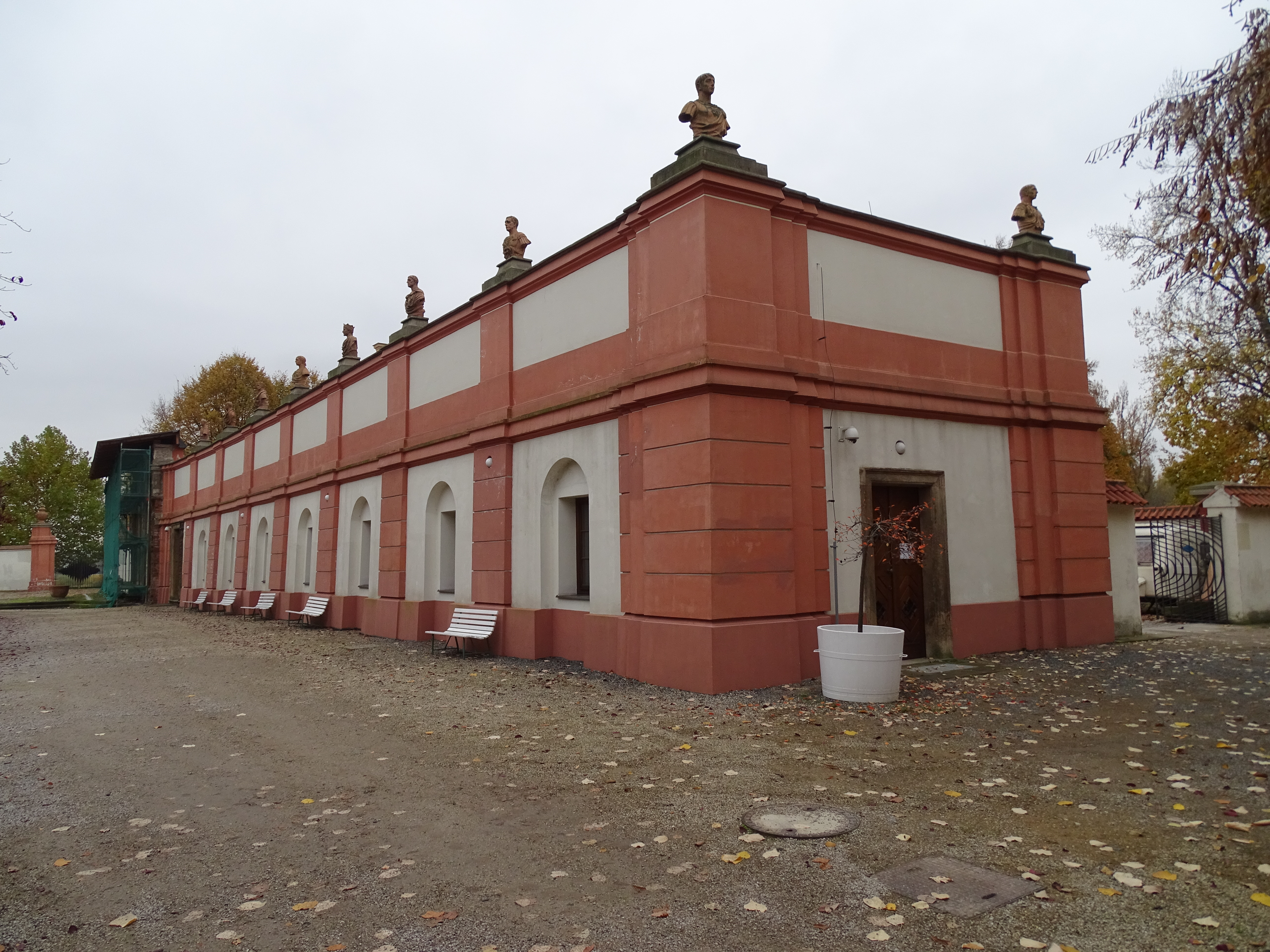
L'orangerie
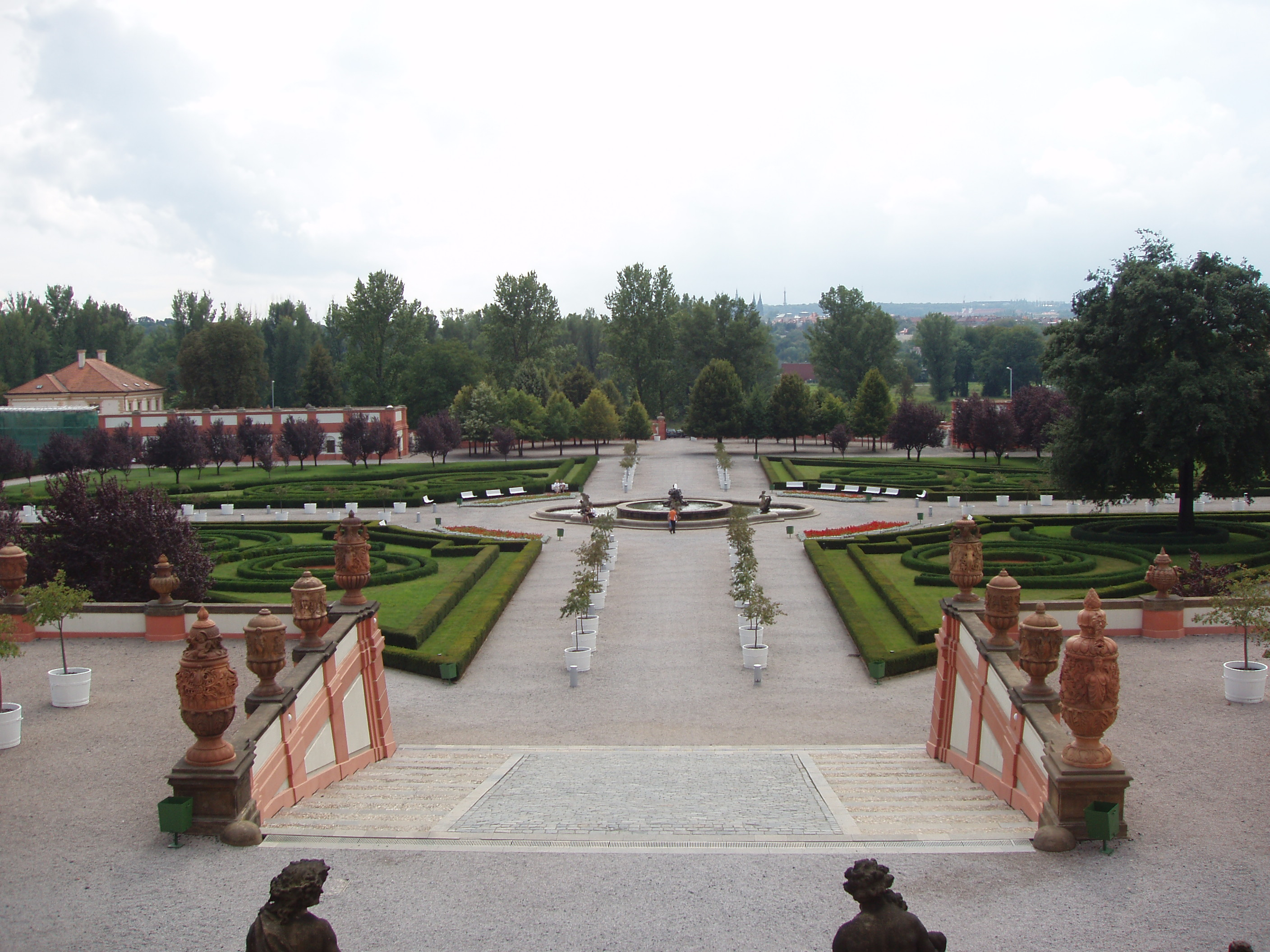
La Terrasse
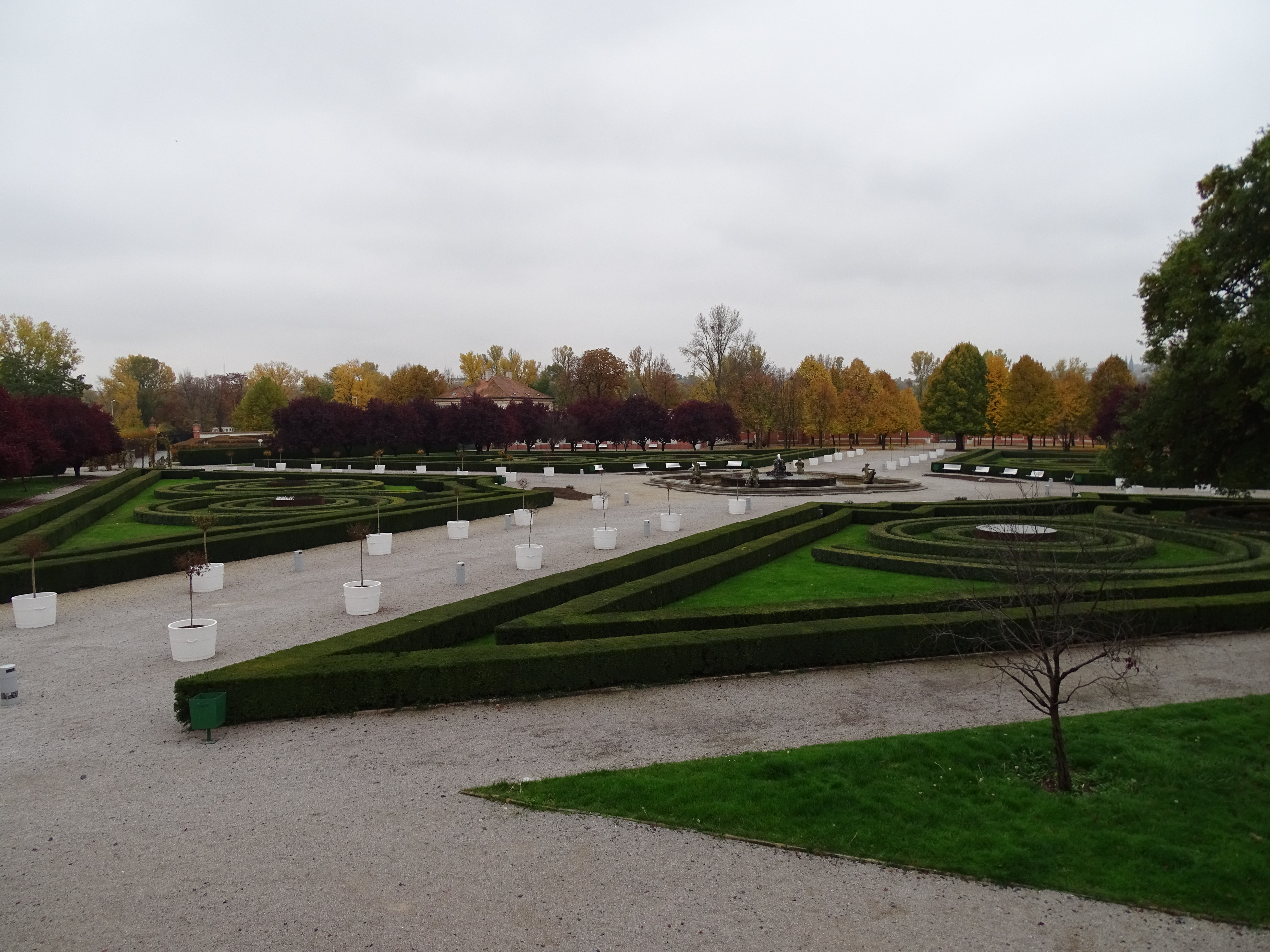
Jardin classique
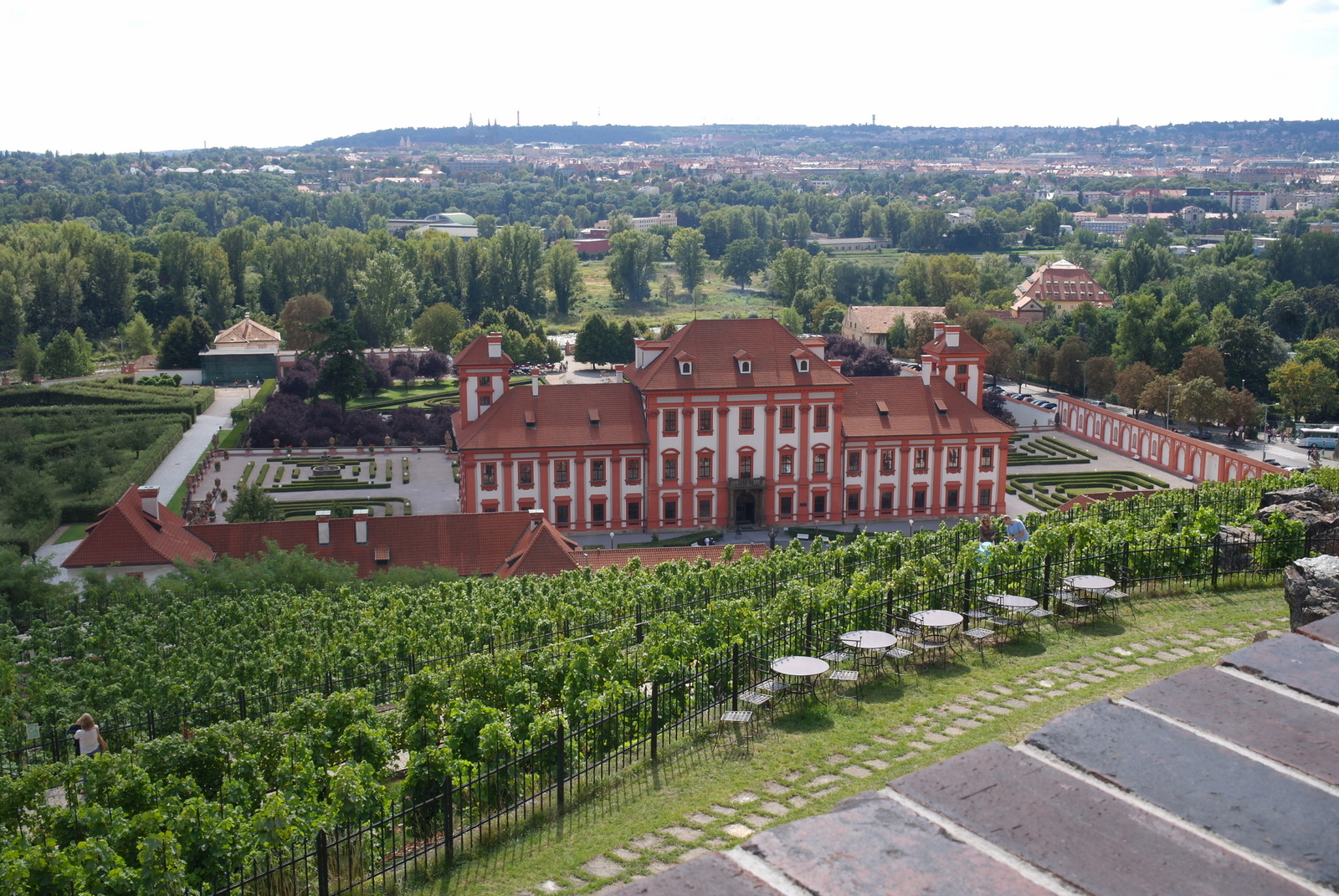
La vigne Sainte Claire au dessus du domaine
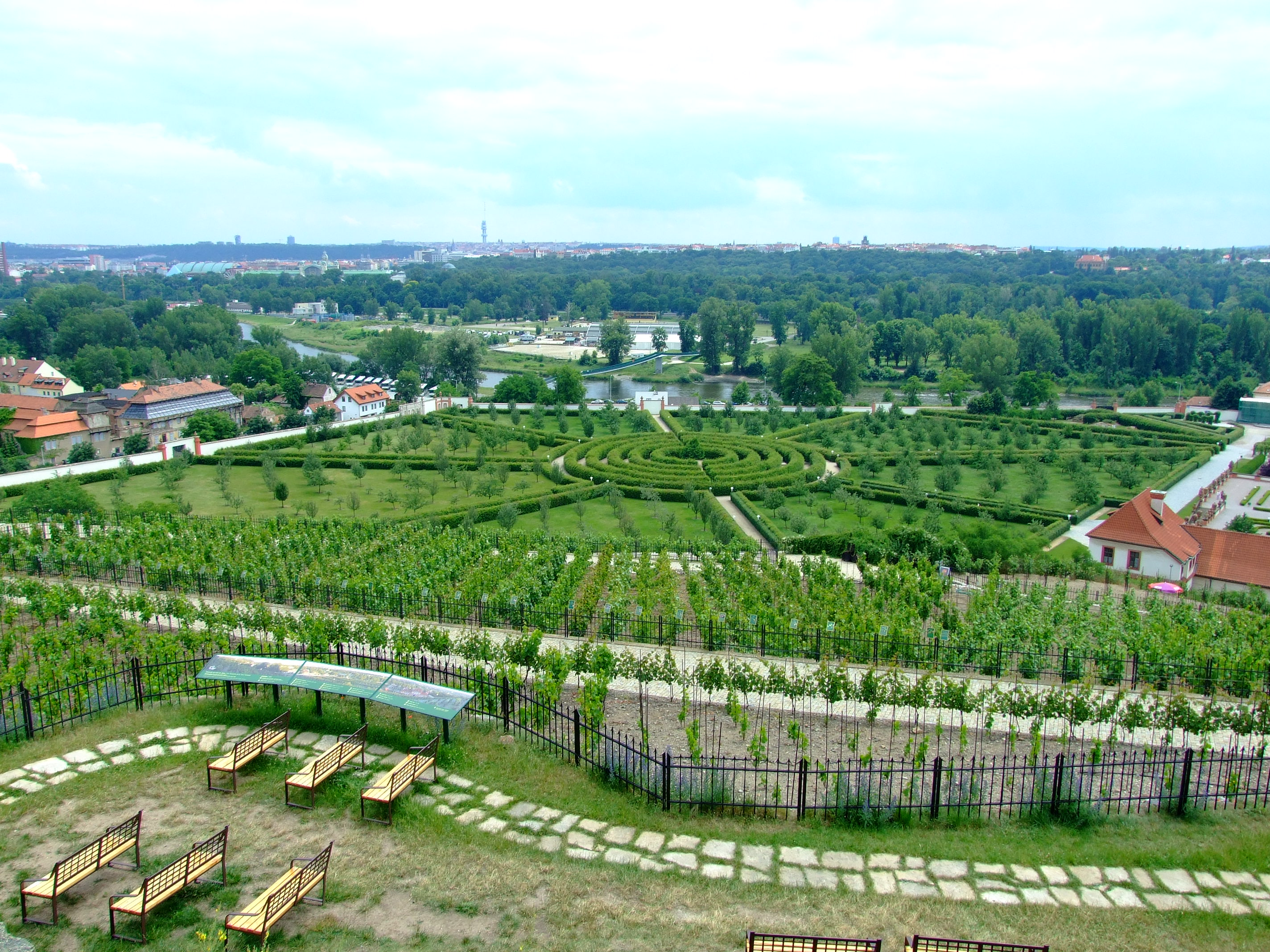
Vue sur le labyrinthe végétal

## Ouverture au public
Le château est acquis en 1922 par l'État tchécoslovaque. Son état est délabré et une campagne de restauration est entreprise dans les années 1970. Les salles du château abritent, depuis, les œuvres d'art tchèque du XIXe siècle et du début du XXe siècle : Josef Cermak, Václav Brožík, Julius Mařák, Antonín Chittussi, Jan Preisler, Mikoláš Aleš.